# Università Ben Gurion del Negev
L'Università Ben Gurion del Neghev (in ebraico אוניברסיטת בן גוריון בנגב‎?, Universitát Ben Gurión BeNégev) è stata fondata nel 1969 a Be'er Sheva, in Israele. Si chiamava originariamente "Università del Neghev" ma è stata ridenominata "Università Ben Gurion del Neghev" nel novembre 1973 alla morte di David Ben Gurion, primo Capo del governo d'Israele. Egli pensava che l'avvenire d'Israele si sarebbe giocato con lo sviluppo del meridione. In omaggio a tale visione di Ben Gurion, il campus dell'Università ospita a Midreshet Ben-Gurion, presso il kibbutz di Sde Boker, un centro di ricerche specializzato nello studio degli aspetti storici e politici della vita all'epoca di David Ben Gurion.
L'Università è stata creata per servire la popolazione del sud d'Israele e promuovere lo sviluppo sociale e scientifico della zona desertica del Paese. Gli si devono importanti contributi nelle ricerche sulle zone aride e la sua scuola di medicina è stata all'avanguardia nel campo della medicina comunitaria.
L'Università si è sviluppata rapidamente e nel 2005 contava 17 400 studenti di elettronica, chimica, informatica e meccanica. Con l'Università di Tel Aviv, Ben Gurion è al secondo o terzo posto dopo il Technion per la formazione degli ingegneri.

## Facoltà
Le Facoltà dell'Università sono:
- Facoltà di Scienze Umane e Scienze Sociali
- Facoltà di Scienze Naturali
- Facoltà di Scienze Ingegneristiche
- Facoltà di Scienze Mediche
- Scuola di Management
- Jacob Blaustein Institutes for Desert Research

## Programmi internazionali di studio
Sebbene la maggior parte dei corsi siano tenuti in ebraico, l'Università ha istituito vari corsi in inglese che sono aperti a studenti provenienti da altre parti del mondo:
- Master of Arts in Studi Vicino-Orientali (MAPMES).
- The Albert Katz International School for Desert Studies nel Jacob Blaustein Institutes for Desert Research al campus di Sde Boker, offre corsi di laurea in studi sul deserto.
- In collaborazione con la Columbia University, un programma comune in Medicina Internazionale è offerto dalla Facoltà di Medicina.
- La Scuola di Management offre un full-time Honors MBA Program.
- Il Dipartimento di Letterature Straniere e Linguistica offre programmi di BA (laurea) e MA (Master) svolti in lingua inglese.
- Il Ginsburg-Ingerman Overseas Student Program offre programmi accademici a breve, medio e lungo termine e Studi di lingua ebraica.
- Inoltre, vari Dipartimenti accettano scambi, internati e corsi di studio studenteschi.